# Mario Bartoccini
Mario Bartoccini (Roma, 1898 – 1964) è stato un pianista italiano, teorico dell'estetica futurista nella musica.

## Biografia
Ha studiato pianoforte con Francesco Bajardi. Ha dato vari concerti di pianoforte a Roma, in altre città d'Italia ed in Tripolitania; ha preso parte anche all'Augusteo, come solista, sotto la direzione di Bernardino Molinari e sotto la direzione di Mario Rossi. 
È noto per aver scritto con Aldo Mantia un manifesto futurista sull'improvvisazione musicale (1921), che è vista come "momento unico", molto legato all'improvvisazione jazz, con discussioni musicali tra i pianoforti dei due musicisti. 